# سهیل فداکار
سهیل فداکار (زادهٔ ۱۶ شهریور ۱۳۷۷) بازیکن فوتبال اهل ایران است که به‌عنوان مهاجم برای باشگاه فوتبال شمس‌آذر در لیگ برتر خلیج فارس بازی می‌کند.

## دوران باشگاهی
سهیل فداکار سابقه بازی در تیم های اکسین البرز، قشقایی شیراز، ملوان گیلان و شمس آذر قزوین را در سابقه کارنامه خود دارد.

### شمس‌آذر قزوین
سهیل فداکار در ۲۸ دی ۱۴۰۳ به تيم فوتبال شمس آذر قزوین پیوست.